# The Devil's Hand
Pour plus de détails, voir Fiche technique et Distribution.
The Devil's Hand est un film américain réalisé par William J. Hole Jr., sorti en 1961.

## Synopsis
Cinq jeunes filles Amish accusées d’être la descendance de Satan doivent se battre pour leur vie lorsque les anciens dévots de la communauté insistent pour qu’elles soient « nettoyées » avant d’avoir 18 ans.

## Fiche technique
- Titre : The Devil's Hand
- Réalisation : William J. Hole Jr.
- Scénario : Jo Heims
- Production : Alvin K. Bubis, Dave Carney, Harris Gilbert, Pierre Groleau, Jack Miles et Nick Newberry
- Société de production : Rex Carlton Productions
- Musique : Allyn Ferguson et Michael Terr
- Photographie : Meredith M. Nicholson
- Montage : Howard Epstein
- Direction artistique : Sherman Loudermilk et Herbert Smith
- Pays de production : États-Unis
- Format : Noir et blanc - 1,37:1 - Mono - 35 mm
- Genre : Horreur
- Durée : 71 minutes
- Date de sortie :
  - États-Unis : 13 septembre 1961

## Distribution
- Linda Christian : Bianca Milan
- Robert Alda : Rick Turner
- Ariadna Welter : Donna Trent
- Neil Hamilton : Francis 'Frank' Lamont
- Jeanne Carmen : la jeune femme du culte
- Gertrude Astor : la vieille femme du culte
- Bruno VeSota : le sponsor de Lindell
- Roy Wright : le docteur